# Ковзанярський спорт на зимових Олімпійських іграх 2022 — 1000 метрів (жінки)
Змагання з ковзанярського спорту на дистанції 1000 метрів серед жінок на зимових Олімпійських іграх 2022 відбулися 17 лютого на Національному ковзанярському стадіоні в Пекіні (Китай).
Чинна олімпійська чемпіонка і олімпійська рекордсменка Йорін тер Морс завершила спортивну кар'єру. І срібна медалістка Ігор-2018 Нао Кодайра і володарка бронзової нагороди Міхо Такаґі кваліфікувалися на Олімпіаду. Бріттані Боу виграла Чемпіонат світу на окремих дистанціях 2021 року на дистанції 1000 м і станом на початок Олімпійських ігор була рекордсменкою світу. Ютта Лердам і Єлизавета Голубєва здобули, відповідно, срібну і бронзову нагороди. Боу очолювала залік Кубка світу 2021–2022 після чотирьох змагань на дистанції 1000 м, що відбулися перед Олімпіадою, а за нею розмістилися Кодайра і Такаґі. 4 грудня 2021 року в Солт-Лейк-Сіті Такаґі встановила найкращий час сезону, 1:11.83.

## Рекорди
Перед цими змаганнями світовий і олімпійський рекорди були такими:
| Світовий рекорд     | Бріттані Боу (USA)   | 1:11.61 | Солт-Лейк-Сіті (США)    | 9 березня 2019 |
| Олімпійський рекорд | Йорін тер Морс (NED) | 1:13.56 | Каннин (Південна Корея) | 14 лютого 2018 |

## Результати
| Місце | Пара | Доріжка | Ім'я               | Країна                     | Час      | Відставання | Нотатки |
| ----- | ---- | ------- | ------------------ | -------------------------- | -------- | ----------- | ------- |
| 1     | 13   | I       | Міхо Такаґі        | Японія                     | 1:13.19  | -           | OR      |
| 2     | 11   | O       | Ютта Лердам        | Нідерланди                 | 1:13.83  |             |         |
| 3     | 15   | O       | Бріттані Боу       | США                        | 1:14.61  |             |         |
| 4     | 13   | O       | Ангеліна Голікова  | Олімпійський комітет Росії | 1:14.17  |             |         |
| 5     | 3    | O       | Антуанетте де Йонг | Нідерланди                 | 1:14.92  |             |         |
| 6     | 12   | O       | Ірен Вюст          | Нідерланди                 | 1:15.11  |             |         |
| 7     | 11   | I       | Кімі Ґетц          | США                        | 1:15.40  |             |         |
| 8     | 5    | I       | Ванесса Герцог     | Австрія                    | 1:15.644 |             |         |
| 9     | 15   | I       | Дарія Качанова     | Олімпійський комітет Росії | 1:15:649 |             |         |
| 10    | 6    | I       | Надія Морозова     | Казахстан                  | 1:15.69  |             |         |
| 11    | 2    | I       | Алекса Скотт       | Канада                     | 1:15.79  |             |         |
| 12    | 14   | O       | Нао Кодайра        | Японія                     | 1:15.66  |             |         |
| 13    | 10   | I       | Ольга Фаткуліна    | Олімпійський комітет Росії | 1:15.87  |             |         |
| 14    | 14   | I       | Лі Ціши            | Китай                      | 1:15.99  |             |         |
| 15    | 5    | O       | Їнь Ці             | Китай                      | 1:16.00  |             |         |
| 16    | 8    | I       | Кім Мін Сон        | Південна Корея             | 1:16.49  |             |         |
| 17    | 8    | O       | Кароліна Босек     | Польща                     | 1:16.49  |             |         |
| 18    | 4    | O       | Раґне Віклунд      | Норвегія                   | 1:16.59  |             |         |
| 19    | 10   | O       | Катерина Айдова    | Казахстан                  | 1:16.70  |             |         |
| 20    | 12   | I       | Анджеліка Войцик   | Польща                     | 1:16.79  |             |         |
| 21    | 4    | I       | Катерина Слоєва    | Білорусь                   | 1:16.83  |             |         |
| 22    | 9    | O       | Цзинь Цзинчжу      | Китай                      | 1:16.90  |             |         |
| 23    | 2    | O       | Еллія Смедінґ      | Велика Британія            | 1:17.17  |             |         |
| 24    | 9    | I       | Хуан Ютін          | Китайський Тайбей          | 1:17.35  |             |         |
| 25    | 7    | O       | Кім Хьон Йон       | Південна Корея             | 1:17.50  |             |         |
| 26    | 6    | O       | Меддісон Пірмен    | Канада                     | 1:17.66  |             |         |
| 27    | 7    | I       | Нікола Здрагалова  | Чехія                      | 1:18.75  |             |         |
| 28    | 1    | O       | Сандрін Тас        | Бельгія                    | 1:18.79  |             |         |
| 29    | 3    | I       | Міхаела Хогаш      | Румунія                    | 1:19.33  |             |         |
| 30    | 1    | I       | Пак Джі У          | Південна Корея             | 1:19.39  |             |         |
|       |      |         | Анна Ніфонтова     | Білорусь                   | WD       |             |         |